# American Horse of the Year
American Horse of the Year är en utmärkelse inom nordamerikansk galoppsport, som delas ut årligen av Eclipse Awards.
Champion-utmärkelsen är en beteckning som ges till en häst, oavsett ålder, vars prestation under tävlingsåret ansågs vara den mest framstående. Listan nedan är en sammanställning av hästar som fått utmärkelsen från 1887, publicerad av Thoroughbred Owners and Breeders Associations The Blood-Horse magazine (grundad 1961).

## Historia
År 1936 skapades utmärkelsen Horse of the Year genom en omröstning av personalen på The New York Morning Telegraph och dess systertidning, Daily Racing Form (DRF), en tabloid som grundades 1894 och som fokuserade på statistisk information för spelare. Samtidigt anordnades en liknande omröstning av tidningen Turf and Sport Digest,som är baserad i Baltimore. Thoroughbred Racing Associations (TRA) bildades 1942 som en förespråkargrupp och invigde ett liknande pris 1950, och valde ut sina vinnare från omröstningar av tävlingssekreterare från medlemsbanor över hela USA. De tre systemen resulterade i olika åsikter om "Årets häst"-mästare 1949, 1952, 1957, 1965 och 1970. 1971 ingick DRF och TRA en överenskommelse med National Turf Writers Association om att slås samman till en gemensam utmärkelse, kallad Eclipse Awards.

## Lista på vinnare
| Färgkodning                        |
| Invald i Horse Racing Hall of Fame |

### Eclipse Awards
| År   | Häst               | Tränare               | Ägare                                                                       | Ålder | Kön    | Ref.   |
| ---- | ------------------ | --------------------- | --------------------------------------------------------------------------- | ----- | ------ | ------ |
| 2024 | Thorpedo Anna      | Kenneth McPeek        | Nader Alaali, Mark Edwards, Judy Hicks, and Magdalena Racing                | 3     | Sto    | [ 8 ]  |
| 2023 | Cody's Wish        | William I. Mott       | Godolphin                                                                   | 5     | Hingst | [ 9 ]  |
| 2022 | Flightline         | John Sadler           | Hronis Racing                                                               | 4     | Hingst |        |
| 2021 | Knicks Go          | Brad H. Cox           | Korea Racing Authority                                                      | 5     | Hingst | [ 10 ] |
| 2020 | Authentic          | Bob Baffert           | Spendthrift Farm, MyRaceHorse Stable, Madaket Stables, and Starlight Racing | 3     | Hingst | [ 11 ] |
| 2019 | Bricks and Mortar  | Chad C. Brown         | Klaravich Stables and William Lawrence                                      | 5     | Hingst | [ 12 ] |
| 2018 | Justify            | Bob Baffert           | China H. C., Head of Plains Partners, Starlight Racing and WinStar Farm     | 3     | Hingst | [ 13 ] |
| 2017 | Gun Runner         | Steve Asmussen        | Winchell Thoroughbreds LLC & Three Chimneys Farm                            | 4     | Hingst | [ 14 ] |
| 2016 | California Chrome  | Art Sherman           | California Chrome LLC                                                       | 5     | Hingst | [ 15 ] |
| 2015 | American Pharoah   | Bob Baffert           | Ahmed Zayat                                                                 | 3     | Hingst | [ 16 ] |
| 2014 | California Chrome  | Art Sherman           | Steven Coburn, Perry Martin                                                 | 3     | Hingst | [ 17 ] |
| 2013 | Wise Dan           | Charles LoPresti      | Morton Fink                                                                 | 6     | Valack | [ 18 ] |
| 2012 | Wise Dan           | Charles LoPresti      | Morton Fink                                                                 | 5     | Valack | [ 19 ] |
| 2011 | Havre de Grace     | J. Larry Jones        | Fox Hill Farms                                                              | 4     | Sto    | [ 20 ] |
| 2010 | Zenyatta           | John Shirreffs        | Jerry & Ann Moss                                                            | 6     | Sto    | [ 21 ] |
| 2009 | Rachel Alexandra   | Steve Asmussen        | Stonestreet Stables                                                         | 3     | Sto    | [ 22 ] |
| 2008 | Curlin             | Steve Asmussen        | Stonestreet Farm et al.                                                     | 4     | Hingst | [ 23 ] |
| 2007 | Curlin             | Steve Asmussen        | Stonestreet Farm et al.                                                     | 3     | Hingst | [ 24 ] |
| 2006 | Invasor            | Kiaran McLaughlin     | Shadwell Racing                                                             | 4     | Hingst | [ 25 ] |
| 2005 | Saint Liam         | Richard E. Dutrow Jr. | M/M William K. Warren Jr.                                                   | 5     | Hingst | [ 26 ] |
| 2004 | Ghostzapper        | Robert J. Frankel     | Frank Stronach                                                              | 4     | Hingst | [ 27 ] |
| 2003 | Mineshaft          | Neil J. Howard        | Farish / Webber / Elkins                                                    | 4     | Hingst | [ 28 ] |
| 2002 | Azeri              | Laura de Seroux       | Michael Paulson                                                             | 4     | Sto    |        |
| 2001 | Point Given        | Bob Baffert           | The Thoroughbred Corp.                                                      | 3     | Hingst |        |
| 2000 | Tiznow             | Jay M. Robbins        | M. Cooper & Cecilia Straub-Rubens                                           | 3     | Hingst |        |
| 1999 | Charismatic        | D. Wayne Lukas        | Bob and Beverly Lewis                                                       | 3     | Hingst |        |
| 1998 | Skip Away          | Sonny Hine            | Carolyn Hine                                                                | 5     | Hingst |        |
| 1997 | Favorite Trick     | Patrick B. Byrne      | Joseph LaCombe                                                              | 2     | Hingst |        |
| 1996 | Cigar              | William I. Mott       | Allen E. Paulson                                                            | 6     | Hingst |        |
| 1995 | Cigar              | William I. Mott       | Allen E. Paulson                                                            | 5     | Hingst |        |
| 1994 | Holy Bull          | Warren A. Croll Jr.   | Warren A. Croll Jr.                                                         | 3     | Hingst |        |
| 1993 | Kotashaan          | Richard Mandella      | La Presle Farm                                                              | 5     | Hingst |        |
| 1992 | A.P. Indy          | Neil D. Drysdale      | Tomonori Tsurumaki                                                          | 3     | Hingst |        |
| 1991 | Black Tie Affair   | Ernie T. Poulos       | Jeffrey Sullivan                                                            | 5     | Hingst |        |
| 1990 | Criminal Type      | D. Wayne Lukas        | Calumet & Jurgen K. Arnemann                                                | 5     | Hingst |        |
| 1989 | Sunday Silence     | Charlie Whittingham   | H-G-W Partners                                                              | 3     | Hingst |        |
| 1988 | Alysheba           | Jack Van Berg         | Dorothy & Pamela Scharbauer                                                 | 4     | Hingst |        |
| 1987 | Ferdinand          | Charlie Whittingham   | Elizabeth A. Keck                                                           | 4     | Hingst |        |
| 1986 | Lady's Secret      | D. Wayne Lukas        | Eugene V. Klein                                                             | 4     | Sto    |        |
| 1985 | Spend A Buck       | Cam Gambolati         | Hunter Farm                                                                 | 3     | Hingst |        |
| 1984 | John Henry         | Ron McAnally          | Dotsam Stable                                                               | 9     | Valack |        |
| 1983 | All Along          | Patrick Biancone      | Daniel Wildenstein                                                          | 4     | Sto    |        |
| 1982 | Conquistador Cielo | Woody Stephens        | Henryk de Kwiatkowski                                                       | 3     | Hingst |        |
| 1981 | John Henry         | Ron McAnally          | Dotsam Stable                                                               | 6     | Valack |        |
| 1980 | Spectacular Bid    | Bud Delp              | Hawksworth Farm                                                             | 4     | Hingst |        |
| 1979 | Affirmed           | Laz Barrera           | Harbor View Farm                                                            | 4     | Hingst |        |
| 1978 | Affirmed           | Laz Barrera           | Harbor View Farm                                                            | 3     | Hingst |        |
| 1977 | Seattle Slew       | William H. Turner Jr. | Karen & Mickey Taylor                                                       | 3     | Hingst |        |
| 1976 | Forego             | Frank Y. Whiteley Jr. | Lazy F. Ranch                                                               | 6     | Valack |        |
| 1975 | Forego             | Sherrill W. Ward      | Lazy F. Ranch                                                               | 5     | Valack |        |
| 1974 | Forego             | Sherrill W. Ward      | Lazy F. Ranch                                                               | 4     | Valack |        |
| 1973 | Secretariat        | Lucien Laurin         | Meadow Stable                                                               | 3     | Hingst |        |
| 1972 | Secretariat        | Lucien Laurin         | Meadow Stable                                                               | 2     | Hingst |        |
| 1971 | Ack Ack            | Charlie Whittingham   | Buddy Fogelson                                                              | 5     | Hingst |        |

### Daily Racing Form, Turf & Sport Digest and Thoroughbred Racing Association Awards
| År   | Häst                      | Tränare               | Ägare                   | Ålder | Kön    |
| ---- | ------------------------- | --------------------- | ----------------------- | ----- | ------ |
| 1970 | Fort Marcy (DRF)          | J. Elliott Burch      | Rokeby Stables          | 6     | Valack |
| 1970 | Personality (TRA)         | John W. Jacobs        | Ethel D. Jacobs         | 3     | Hingst |
| 1969 | Arts and Letters          | J. Elliott Burch      | Rokeby Stables          | 3     | Hingst |
| 1968 | Dr. Fager                 | John A. Nerud         | Tartan Stable           | 4     | Hingst |
| 1967 | Damascus                  | Frank Y. Whiteley Jr. | Edith W. Bancroft       | 3     | Hingst |
| 1966 | Buckpasser                | Edward A. Neloy       | Ogden Phipps            | 3     | Hingst |
| 1965 | Roman Brother (DRF)       | Burley Parke          | Harbor View Farm        | 4     | Valack |
| 1965 | Moccasin (TRA) (TSD)      | Harry Trotsek         | Claiborne Farm          | 2     | Sto    |
| 1964 | Kelso                     | Carl Hanford          | Bohemia Stable          | 7     | Valack |
| 1963 | Kelso                     | Carl Hanford          | Bohemia Stable          | 6     | Valack |
| 1962 | Kelso                     | Carl Hanford          | Bohemia Stable          | 5     | Valack |
| 1961 | Kelso                     | Carl Hanford          | Bohemia Stable          | 4     | Valack |
| 1960 | Kelso                     | Carl Hanford          | Bohemia Stable          | 3     | Valack |
| 1959 | Sword Dancer              | J. Elliott Burch      | Brookmeade Stable       | 3     | Hingst |
| 1958 | Round Table               | William Molter        | Kerr Stable             | 4     | Hingst |
| 1957 | Dedicate (TRA)            | G. Carey Winfrey      | Jan Winfrey Burke       | 5     | Hingst |
| 1957 | Bold Ruler (DRF) (TSD)    | Jim Fitzsimmons       | Wheatley Stable         | 3     | Hingst |
| 1956 | Swaps                     | Mesh Tenney           | Rex C. Ellsworth        | 4     | Hingst |
| 1955 | Nashua                    | Jim Fitzsimmons       | Belair Stud             | 3     | Hingst |
| 1954 | Native Dancer             | William C. Winfrey    | Alfred G. Vanderbilt II | 4     | Hingst |
| 1953 | Tom Fool                  | John M. Gaver Sr.     | Greentree Stable        | 4     | Hingst |
| 1952 | Native Dancer (TRA) (TSD) | William C. Winfrey    | Alfred G. Vanderbilt II | 2     | Hingst |
| 1952 | One Count (DRF)           | Oscar White           | Sarah Jeffords          | 3     | Hingst |
| 1951 | Counterpoint              | Sylvester Veitch      | C. V. Whitney           | 3     | Hingst |
| 1950 | Hill Prince               | Casey Hayes           | Christopher Chenery     | 3     | Hingst |

### Daily Racing Form and Turf & Sport Digest Awards
| År   | Häst           | Tränare           | Ägare                | Ålder | Kön    |
| ---- | -------------- | ----------------- | -------------------- | ----- | ------ |
| 1949 | Capot (DRF)    | John M. Gaver Sr. | Greentree Stable     | 3     | Hingst |
| 1949 | Coaltown (TSD) | Horace A. Jones   | Calumet Farm         | 4     | Hingst |
| 1948 | Citation       | Ben A. Jones      | Calumet Farm         | 3     | Hingst |
| 1947 | Armed          | Ben A. Jones      | Calumet Farm         | 6     | Valack |
| 1946 | Assault        | Max Hirsch        | King Ranch           | 3     | Hingst |
| 1945 | Busher         | George M. Odom    | Louis B. Mayer       | 3     | Sto    |
| 1944 | Twilight Tear  | Ben A. Jones      | Calumet Farm         | 3     | Sto    |
| 1943 | Count Fleet    | Don Cameron       | Fannie Hertz         | 3     | Hingst |
| 1942 | Whirlaway      | Ben A. Jones      | Calumet Farm         | 4     | Hingst |
| 1941 | Whirlaway      | Ben A. Jones      | Calumet Farm         | 3     | Hingst |
| 1940 | Challedon      | Louis J. Schaefer | Branncastle Farm     | 4     | Hingst |
| 1939 | Challedon      | Louis J. Schaefer | Branncastle Farm     | 3     | Hingst |
| 1938 | Seabiscuit     | Tom Smith         | Charles S. Howard    | 5     | Hingst |
| 1937 | War Admiral    | George Conway     | Glen Riddle Farm     | 3     | Hingst |
| 1936 | Granville      | Jim Fitzsimmons   | William Woodward Sr. | 3     | Hingst |

### The Blood-Horseretrospective champions
| År   | Häst               | Tränare              | Ägare                        | Ålder | Kön    |
| ---- | ------------------ | -------------------- | ---------------------------- | ----- | ------ |
| 1935 | Discovery          | Joseph H. Stotler    | Alfred G. Vanderbilt II      | 4     | Hingst |
| 1934 | Cavalcade          | Robert A. Smith      | Brookmeade Stable            | 3     | Hingst |
| 1933 | Equipoise          | Thomas J. Healey     | Cornelius Vanderbilt Whitney | 5     | Hingst |
| 1932 | Equipoise          | Thomas J. Healey     | Cornelius Vanderbilt Whitney | 4     | Hingst |
| 1931 | Twenty Grand       | James G. Rowe Jr.    | Greentree Stable             | 3     | Hingst |
| 1930 | Gallant Fox        | Jim Fitzsimmons      | Belair Stud                  | 3     | Hingst |
| 1929 | Blue Larkspur      | Herbert J. Thompson  | Edward R. Bradley            | 3     | Hingst |
| 1928 | Reigh Count        | Bert S. Michell      | Fannie Hertz                 | 3     | Hingst |
| 1927 | Chance Play        | John I. Smith        | Log Cabin Stable             | 4     | Hingst |
| 1926 | Crusader           | George Conway        | Glen Riddle Farm             | 3     | Hingst |
| 1925 | Sarazen            | Max Hirsch           | Virginia Fair Vanderbilt     | 4     | Valack |
| 1924 | Sarazen            | Max Hirsch           | Virginia Fair Vanderbilt     | 3     | Valack |
| 1923 | Zev                | David J. Leary       | Rancocas Stable              | 3     | Hingst |
| 1922 | Exterminator       | Henry McDaniel       | Willis Sharpe Kilmer         | 7     | Valack |
| 1921 | Grey Lag           | Sam Hildreth         | Rancocas Stable              | 3     | Hingst |
| 1920 | Man o' War         | Louis Feustel        | Samuel D. Riddle             | 3     | Hingst |
| 1919 | Sir Barton         | H. Guy Bedwell       | J. K. L. Ross                | 3     | Hingst |
| 1918 | Johren             | Albert Simons        | Harry P. Whitney             | 3     | Hingst |
| 1917 | Old Rosebud        | Frank D. Weir        | Weir & Hamilton Applegate    | 6     | Valack |
| 1916 | Friar Rock         | Sam Hildreth         | August Belmont Jr.           | 3     | Hingst |
| 1915 | Regret             | James G. Rowe Sr.    | Harry P. Whitney             | 3     | Sto    |
| 1914 | Roamer             | A. J. Goldsborough   | Andrew Miller                | 3     | Valack |
| 1913 | Whisk Broom II     | James G. Rowe Sr.    | Harry P. Whitney             | 6     | Hingst |
| 1912 | The Manager        | Thomas C. McDowell   | Thomas C. McDowell           | 3     | Hingst |
| 1911 | Meridian           | Albert Ewing         | Richard F. Carman            | 3     | Hingst |
| 1910 | Fitz Herbert       | Sam Hildreth         | Charles Kohler               | 4     | Hingst |
| 1909 | Fitz Herbert       | Sam Hildreth         | Sam Hildreth                 | 3     | Hingst |
| 1908 | Colin              | James G. Rowe Sr.    | James R. Keene               | 3     | Hingst |
| 1907 | Colin              | James G. Rowe Sr.    | James R. Keene               | 2     | Hingst |
| 1906 | Burgomaster        | John W. Rogers       | Harry P. Whitney             | 3     | Hingst |
| 1905 | Sysonby            | James G. Rowe Sr.    | James R. Keene               | 3     | Hingst |
| 1904 | Beldame            | John J. Hyland       | August Belmont Jr.           | 3     | Sto    |
| 1903 | Hermis             | John H. McCormack    | Henry M. Ziegler             | 4     | Hingst |
| 1902 | Hermis             | John H. McCormack    | Henry M. Ziegler             | 3     | Hingst |
| 1901 | Commando           | James G. Rowe Sr.    | James R. Keene               | 3     | Hingst |
| 1900 | Commando           | James G. Rowe Sr.    | James R. Keene               | 2     | Hingst |
| 1899 | Imp                | Charles E. Brossman  | Daniel R. Harness            | 5     | Sto    |
| 1898 | Hamburg            | William Lakeland     | Marcus Daly                  | 3     | Hingst |
| 1897 | Ornament           | Charles E. Patterson | Charles E. Patterson         | 3     | Hingst |
| 1896 | Requital           | James G. Rowe Sr.    | Brookdale Stable             | 3     | Hingst |
| 1895 | Henry of Navarre   | John J. Hyland       | August Belmont Jr.           | 4     | Hingst |
| 1894 | Henry of Navarre   | Byron McClelland     | Byron McClelland             | 3     | Hingst |
| 1893 | Domino             | William Lakeland     | James & Foxhall Keene        | 2     | Hingst |
| 1892 | Tammany            | Matthew Byrnes       | Marcus Daly                  | 3     | Hingst |
| 1891 | Longstreet         | Hardy Campbell Jr.   | Michael F. Dwyer             | 5     | Hingst |
| 1890 | Salvator           | Matthew Byrnes       | James Ben Ali Haggin         | 4     | Hingst |
| 1889 | Salvator           | Matthew Byrnes       | James Ben Ali Haggin         | 3     | Hingst |
| 1888 | Emperor of Norfolk | Robert W. Thomas     | E.J. "Lucky" Baldwin         | 3     | Hingst |
| 1887 | Hanover            | Frank McCabe         | Dwyer Brothers Stable        | 3     | Hingst |